# A Szögligettől északra lévő bánya barlangja
A Szögligettől É-ra lévő bánya barlangja az Aggteleki Nemzeti Parkban található egyik barlang. A barlang az Aggteleki-karszt és a Szlovák-karszt többi barlangjával együtt 1995 óta a világörökség része.

## Leírás
Szögliget külterületén, a település központjától északra található, már nem működő kőbánya bal oldali falában hat–hét méter magasan körülbelül 200 méter tengerszint feletti magasságban van 0,5 méter széles, 0,4 méter magas mesterséges jellegű ovális alakú bejárata. Vízszintes kiterjedése két méter. Triász mészkőben alakult ki a vízszintes valószínűleg inaktív forrásbarlang korrózió hatására. Egyszerű jellegű. Jellemző szelvénytípusa a lapító szelvény. Két méter hosszú lapos, csőszerű járat. Könnyen járható és ember számára éppen hogy járható méretű. Agyag tölti ki alját. A lezáratlan barlang megtekintéséhez engedély és barlangjáró alapfelszerelés kell.
Előfordul a barlang az irodalmában Szögligeti kőfejtő barlangja (Nyerges 1998), Szögligettöl É-ra lévö bánya barlangja (Vlk 2019) és Szögligettől É-ra lévő kőfejtő barlangja (Nyerges 1998) neveken is.

## Kutatástörténet
Lehet, hogy kőbányászat során tárult fel a barlang bejárata. A barlang az Aggteleki-karszt és a Szlovák-karszt többi barlangjával együtt 1995 óta a világörökség része, de akkor még nem szerepelt nyilvántartásban a barlang. Valószínűleg Nyerges Attila fedezte fel a barlangot 1998-ban. 1998-ban Nyerges Attila (a barlangtani osztály munkatársa) rajzolta meg a barlang alaprajz térképét és keresztmetszet térképét. Az alaprajz térképen látható a keresztmetszet elhelyezkedése a barlangban. A felmérés szerint a barlang 2 m hosszú és mélysége 0,5 m.
A barlang 1998-ban készült barlang nyilvántartólapján az olvasható, hogy a Szögligettől É-ra lévő bánya barlangja vázlatosan van felmérve, 2 m hosszú és 0,5 m mély, valamint szabadon látogatható. Nyerges Attila javasolta, hogy legyen a barlangban feltáró jellegű próbabontás. Bizonytalan eredetű a barlang kialakulása. Valószínűleg forrásbarlang része volt, vagy hidrotermális eredetű.
Az Alsó-hegy karsztjelenségeiről szóló, 2019-ben kiadott könyvben az olvasható, hogy a Szögligettöl É-ra lévö bánya barlangja 2 m hosszú és 0,5 m mély. A barlang azonosító számai: Szlovákiában 096, Magyarországon 5451/37. A könyvben publikálva lett a barlang 1998-ban készült alaprajz térképe és 1998-ban készült keresztmetszet térképe. A barlangot 1998-ban Nyerges Attila mérte fel, majd 1998-ban Nyerges Attila a felmérés alapján megrajzolta a barlang térképeit. A térképeket 2017-ben Luděk Vlk digitalizálta. A kiadványhoz mellékelve lett az Alsó-hegy részletes térképe. A térképet Luděk Vlk, Mojmír Záviška, Ctirad Piskač, Jiřina Novotná, Miloš Novotný és Martin Mandel készítették. A térképen, amelyen fekete ponttal vannak jelölve a barlangok és a zsombolyok, látható a Szögligettől É-ra lévő bánya barlangja (5451/37, 096) földrajzi elhelyezkedése.